# Ganoderma kosteri
Ganoderma kosteri är en svampart som beskrevs av Steyaert 1972. Ganoderma kosteri ingår i släktet Ganoderma och familjen Ganodermataceae.   Inga underarter finns listade i Catalogue of Life.